# 시티즌 슬리퍼 2: 스타워드 벡터
시티즌 슬리퍼 2: 스타워드 벡터(Citizen Sleeper 2: Starward Vector)는 점프 오버 더 에이지가 개발하고 펠로우 트래블러가 배급한 2025년 롤플레잉 비디오 게임이다. 시티즌 슬리퍼 (2022)의 후속작으로, 2025년 1월 31일 윈도우 PC, macOS, 닌텐도 스위치, 플레이스테이션 5, 엑스박스 시리즈 X/S로 출시되었다.

## 줄거리
전작의 사건을 이어가는 이 후속작은 헬리온 시스템의 소행성대인 스타워드 벡터를 배경으로 하며, 이곳은 기업이 장악하여 "슬리퍼"라고 불리는 인간 안드로이드를 노동력으로 사용한다. 한 슬리퍼가 기업 창조주의 손아귀에서 깨어나 탈출하지만, 범죄 조직에게 붙잡혀 통제된다. 심하게 손상된 몸과 기억을 잃은 채 프로그램을 다시 쓰는 필사적인 시도 끝에, 슬리퍼는 탈출하여 자유롭게 살 수 있는 미래를 만들기 위해 운에 의존해야 한다.

## 게임플레이
시티즌 슬리퍼 2에서 플레이어는 로봇 몸체 안에 디지털화된 인간의 정신이 담긴 "슬리퍼"를 조종한다. 한 장소에서 진행되었던 전작과 달리, 스타워드 벡터는 스타워드 벨트라고 알려진 소행성대를 배경으로 하며, 플레이어는 여러 허브 지역을 탐험할 수 있다. 슬리퍼는 우주선을 지휘하고, 임무와 계약을 완료하며, 승무원을 모집할 수 있다. 플레이어가 진행함에 따라 게임의 전체적인 내러티브를 변화시키는 다양한 결정을 내려야 한다.
전작과 마찬가지로, 플레이어는 게임 내 하루, 즉 "사이클"마다 여러 개의 주사위를 굴린다. 이 주사위는 다양한 작업과 다른 캐릭터와의 상호 작용에 사용되며, 일반적으로 숫자가 높을수록 더 좋은 결과가 나온다. 승무원도 각자의 주사위를 가지며, 추가적인 부스트를 제공할 수 있는 "푸시" 능력이 있지만, 이렇게 하면 승무원이 스트레스를 쌓게 된다. 스트레스가 높으면 플레이어의 주사위가 손상된다. 주사위가 세 번 손상되면 수리될 때까지 더 이상 사용할 수 없다. 플레이어의 스트레스 레벨이 가득 차면 "글리치 주사위"를 얻을 수 있는데, 이는 80%의 확률로 부정적인 결과를, 20%의 확률로 주어진 상황에서 가장 좋은 결과를 가져온다. 플레이어는 슬리퍼를 위해 오퍼레이터, 익스트랙터, 기계공의 세 가지 클래스 중에서 선택할 수 있다. 오퍼레이터는 컴퓨터, 시스템 해킹, 전략적 결정에 능숙하지만 스트레스에 가장 취약하다. 익스트랙터는 스트레스에 대한 내성이 높지만 직관력이 부족하여 의사 결정이 더 어렵다. 기계공은 수리 및 개조에 특화되어 있지만 승무원과의 의사소통 능력이 부족하다.

## 개발
단독 개발자 가레스 데미안 마틴이 게임의 감독으로 돌아왔고, 기욤 싱글린과 아모스 로디도 각각 게임의 캐릭터 아트 디자이너와 작곡가로 돌아왔다. 마틴에 따르면, 그들은 후속작에서 TTRPG에서 흔히 볼 수 있는 더 많은 메커니즘을 도입하고 싶었고, 어둠 속의 칼날, 모더쉽, 하트: 지하 도시를 영감의 원천으로 언급했다. 또한 첫 번째 게임보다 기계적으로 더 복잡했는데, 마틴은 일부 플레이어가 첫 번째 게임을 롤플레잉 게임이 아닌 비주얼 노벨로 분류하는 것에 좌절했다. 마틴은 시티즌 슬리퍼 출시 직후 후속작을 만들지 않았지만, 원작 게임의 성공으로 인해 다운로드 가능 콘텐츠 팩을 만들게 되었다. 1년간의 실험 끝에 그들은 독특한 틀을 가진 새로운 시리즈 게임이 필요하다고 느꼈다. 따라서 스타워드 벡터는 처음부터 전작과 "다르게 설계"되었다. 마틴은 시티즌 슬리퍼의 후속작을 제드 길라맥에게 헌정했다. 그는 게임 광고 트레일러에서 시티즌 슬리퍼 2의 캐릭터 세라핀의 목소리를 맡았던 성우로, 두 번째 트레일러를 녹음한 후 안타깝게 사망했다.
계약은 세계 설정을 위해 설계되었으며, 파이어플라이, 카우보이 비밥, 파스케이프와 같은 "TV 쇼의 사이드 에피소드"에서 영감을 받았다. 내러티브는 주로 "배에 탄 오합지졸 그룹"에 초점을 맞췄는데, "사람들이 반드시 서로의 가장 친한 친구는 아니며 그들 사이에 긴장이 있다"는 점을 강조했다. 이 게임은 플레이어 캐릭터와 함께 임무를 완수할 수 있는 승무원을 도입했지만, 일부 승무원은 영구적인 동료가 아니라 짧은 기간 동안만 플레이어와 함께한다. 매스 이펙트 2는 마틴에 의해 게임의 "반대 참조"로 묘사되었는데, 스타워드 벡터의 내러티브는 도덕적으로 모호한 윤리적 선택에 더 초점을 맞추었고, 플레이어 캐릭터를 선택받은 자의 전형으로 배치하지 않았다. 게임의 주요 테마는 "위기"였으며, 플레이어는 다양한 도전을 헤쳐나가야 했다. 플레이어 캐릭터는 시스템 전체의 기업 전쟁에 휘말려 있으며, 오작동하는 몸은 무너져간다. 마틴은 게임의 스토리를 만드는 동안 코로나19 범유행과 2022년 러시아의 우크라이나 침공과 같은 실제 사건과 자신의 의학적 어려움에 영향을 받았다. 게임의 스트레스 시스템은 마틴이 테이블톱 게임의 "운을 시험하는" 시스템을 기반으로 포함한 메커니즘이었다.
스타워드 벡터는 2023년 6월에 발표되었다. 마틴은 첫 번째 게임과 후속작 사이의 간극을 메우기 위해 "헬리온 디스패치"라는 월간 텍스트 로그를 발표했다. 이 게임은 시리즈의 마지막 비디오 게임으로 구상되었지만, 마틴은 미래에 시티즌 슬리퍼 세계관을 배경으로 한 완전한 TTRPG를 출시할 계획이었다.

## 평가
이 게임은 출시 후 리뷰 애그리게이터 메타크리틱에 따라 "대체적으로 호의적인" 평가를 받았다.
유로게이머의 로버트 퍼체스는 스타워드 벡터가 "롤플레잉 게임 공식을 모든 면에서 개선했다"고 평했다. 그는 새롭게 도입된 메커니즘이 경험을 긴장감 있게 만들고 플레이어를 위태로운 상황에 자주 빠뜨리는 점을 칭찬했다. 더 버지의 제이 피터스는 이 게임이 지속적인 위협 때문에 불안감을 유발할 수 있으며, "긴장감이 게임을 매력적으로 만든다"고 덧붙였다. 플레이어는 종종 여러 나쁜 선택지 중에서 최선을 골라야 하기 때문이다. GamesRadar+의 롤린 비숍은 이 게임이 "대체로 현대 테이블톱 내러티브 디자인에 뿌리를 두고 있다"고 썼지만, 많은 결과가 이미 게임에 의해 미리 정해져 있어 플레이어가 즉흥적으로 대처할 기회가 부족하다고 느꼈다. PC 게이머의 하비 랜들은 이 게임을 전작에 비해 더 큰 범위의 야심찬 후속작이라고 묘사했지만, 게임의 일부 메커니즘이 게임의 내러티브 구조와 잘 어울리지 않는다고 느꼈다. IGN의 재럿 그린은 개선된 생존 시스템 덕분에 첫 번째 게임보다 경험이 더 매력적이라고 느꼈지만, TTRPG와 유사한 디자인 때문에 게임이 "느리고 반복적이며 텍스트 벽으로 가득 찰 수 있다"고 지적했다.
퍼체스는 또한 글쓰기와 게임 속 캐릭터들을 극찬하며, 원작에서 사람들이 찾았던 "마음을 울리는 순간"이 후속작에서도 그대로 유지되었다고 덧붙였다. VG247의 레이첼 와츠 또한 스토리를 좋아했으며, 플레이어의 선택과 상관없이 "항상 뭔가 놀라운 일이 일어날 것이라고 믿을 수 있다"고 덧붙였다. 그럼에도 불구하고 그녀는 게임 속 사건들이 "가슴 아픈 인간 드라마"와 일상적인 어려움을 겪는 현실적인 캐릭터들에 의해 뒷받침된다고 썼다. 랜들은 이 게임이 "매력적인 캐릭터, 가슴을 찌르는 탁월한 반전, 그리고 매혹적인 세계 설정"으로 가득 차 있다고 덧붙였다. 그는 캐릭터들의 "복잡한 동기와 완벽한 성격 묘사"를 칭찬했지만, 임무 중에 그들이 종종 "고기 방패와 주사위 판매상"으로 전락하며, 플레이어 캐릭터와 동료들 사이에 "진정한 마찰"이 부족하다는 점에 실망했다. 그린은 또한 게임의 글쓰기를 칭찬하며, "철학적이고 실존적인 갈등의 밀도 높은 거미줄을 만드는 데 탁월하다"고 덧붙였지만, 게임 속 일부 캐릭터들이 영감을 주지 못한다고 생각했다.